# برج زيمير

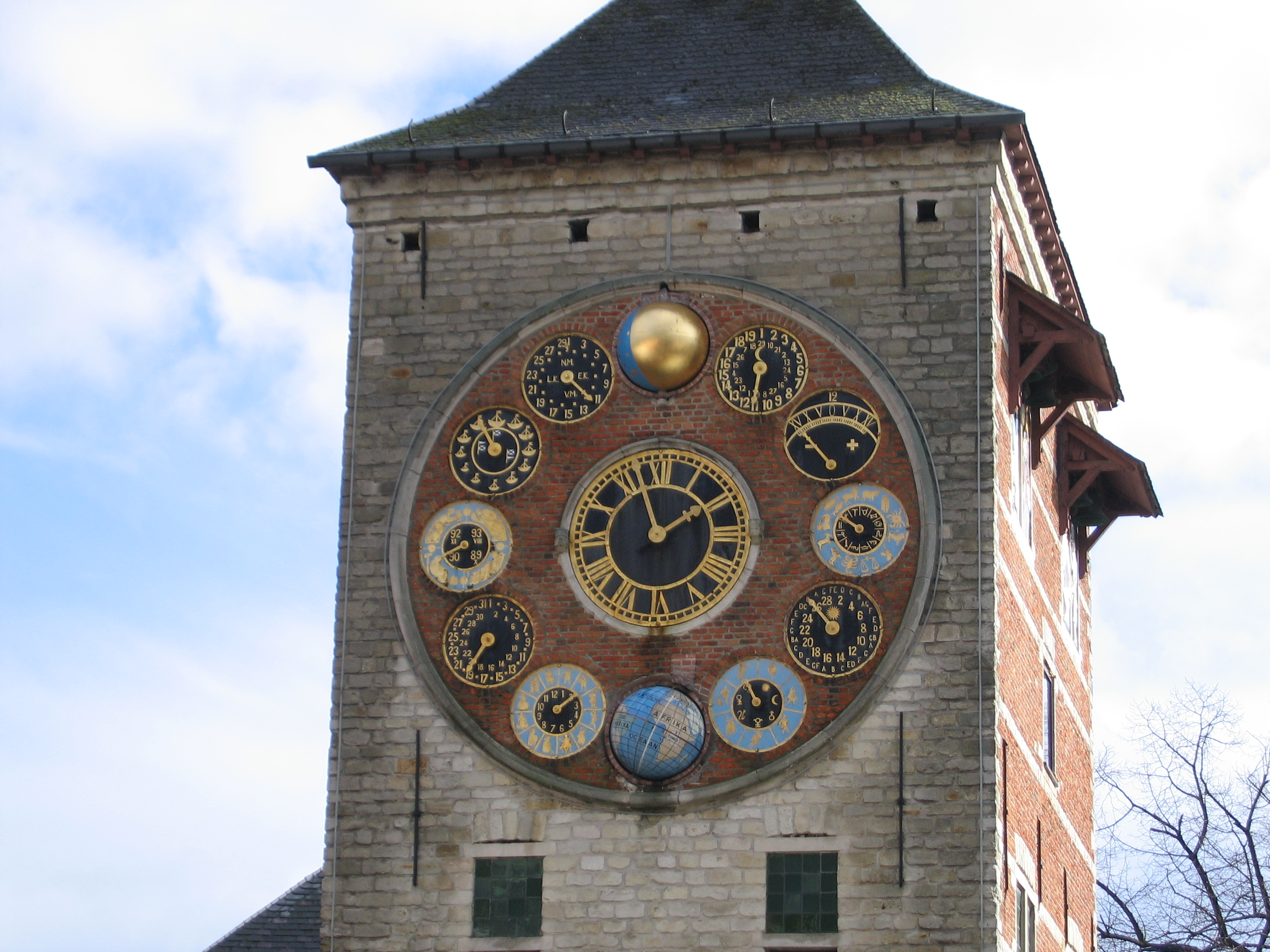
تفاصيل ساعة اليوبيل

برج زيمر ((بالهولندية: Zimmertoren)) هو برج في لير، بلجيكا، ويعرف أيضا باسم برج كورنيليوس , وهو في الأصل من أبراج مدينة لير في القرن الرابع عشر لتحصين المدينة.
في عام 1930 قام الفلكي و وصانع الساعات لويس زيمر (1888-1970) الساعة اليوبيلية (أو المئوية).
والتي تظهر على الوجه الأمامي من البرج وتتكون من 12 ساعة جانبية تحيط كلها بساعة متوسطة مركزية مع 57 مؤشر.
هذه الساعات تظهر الوقت في جميع القارات كما تظهر أطوار القمر وأوقات المد والجزر وغيرها من الظواهر الدورية.
في عام 1980 أصبح البرج نصب رسمي محمي من  الدولة.
((إحداثيات موقع البرج: 51°07′45″N 4°34′11″E))

## بناء برج

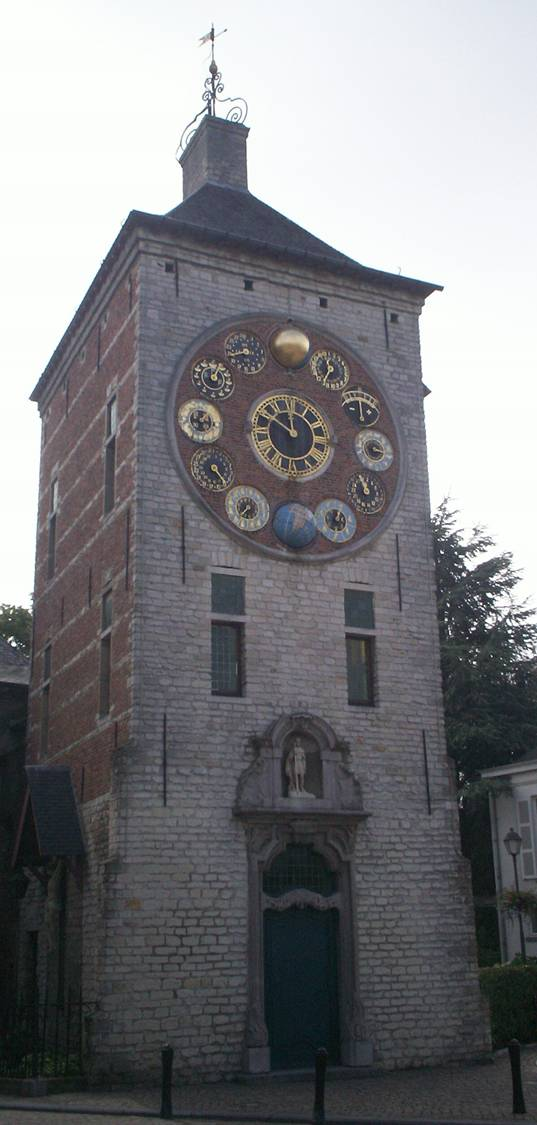
صورة لكامل البرج

البرج الأصلي تم بنائه في تاريخ لا يتجاوز العام 1425، ولكن التاريخ الدقيق للبناء غير معروف. وفي عام 1812 تم بيع البرج من قبل السلطات البلدية، ولكنها استعادته بعد الحرب العالمية الأولى و قررت هدمه. وفي عام 1930 تبرع عالم الفلك وصانع الساعات لويس زيمر بالساعة المركبة هذه والتي ركبت في البرج القديم الذي تم ترميمه إلى حد كبير من أجل هذا وتكريما له سمي الهيكل باسم برج زيمر.
وفي عام 1960 بُنِي جَناح للساعة الجديدة بجوار البرج لتقديم تحفة زيمر الساعة العظيمة ((بالهولندية: Wonderklok)‏). وهذه الساعات «المعجزة» عرضت في المعرض العالمي في بروكسل 1935 بعد أن كانت قد عرضت أيضاً في الولايات المتحدة.
حول أحد هذه الأوجه يتحرك أبطأ المؤشرات في العالم -تستغرق دورته 25800 سنة- وهو يدل على الفترة اللازمة لمداورة محور الأرض.
وفي وقت لاحق، أضاف زيمر الساعات الميكانيكية ذات القبة السماوية، ويذكر أن ألبرت أينشتاين كان من المعجبين بتلك الساعات وهنأ زيمر على إنشاء هذه الآليات الغير عادية.
على مربع صغير في سفح برج معرض «النظام الشمسي» تم ترتيب حلقات معدنية تمثل (دوائر الشمس والكواكب وحلقات مدارات الكواكب).  وفي عام 1980 حصل البرج على حماية الدولة المحمية وتحول الآن  برج زيمر مع الساعات «العجيبة» إلى متحف.

## وصف الأوجه
الساعة المئوية تحوي قرصاً كبيراً في المركز بقياس قطر 1.5 متر. وهذا القرص يظهر الوقت بالتحديد (UTC+1; أو UTC+2 خلال التوقيت الصيفي).اما الأقراص الإثني عشر حول المركز فتظهر التالي (بالترتيب ابتدءاً من القرص الظاهر في الصورة مكان الساعة 2 وباتجاه عقارب الساعة): معادلة الوقت، دائرة البروج، الدورة الشمسية، الاسبوع، حركة الأرض , الأشهر، مواعيد التقويم، المواسم، المد والجزر، دورة القمر ومراحل القمر.

### قرصمعادلة الوقت
هذه الساعة (القرص) يظهر الفرق بالدقائق بين الوقت الظاهري للشمس وبين الوقت الحقيقي.
القيم الإيجابية تشير إلى أن الوقت الشمسي الظاهر هو بعد (أسرع من) الوقت الحقيقي، وهو ما يحدث ما بين 3 نوفمبر و 15 مايو.
القيم السلبية تشير إلى أن الوقت الظاهري للشمس هو قبل (أبطأ) الوقت الحقيقي، الذي يحدث ما بين حوالي 12 فبراير و 27 يوليو.
الفرق صفر يحدث أربع مرات في السنة؛ في 16 أبريل، 15 يونيو، 1 سبتمبر و 25 كانون الأول / ديسمبر.

### قرصدائرة البروج
في كل سنة تشكل الشمس دائرة وهمية حول الأرض تدعى دائرة البروج. دائرة البروج تنقسم إلى اثني عشر جزءاً، كل واحد يدل على علامة مرتبطة بكوكبة. وهذا القرص يظهر علامات الأبراج الفلكية تلك طوال السنة.

### قرص الدورة الشمسية و«الأحرف»
الدورة الشمسية هي دورة تحدث كل  28 سنة.على الدائرة الداخلية للساعة يشير المؤشر إلى السنة الحالية من الدورة الشمسية.على الدائرة الخارجية دائرة «الأحرف» المؤشر يشير إلى حرف ما يدل على اليوم الذي يقع فيه الأحد الأول من السنة. مثلاً الحرف A يعني أن يوم الأحد الأول من السنة سوف يقع في 1 يناير، حرف E يشير إلى أن يوم الأحد الأول سيكون في 5 كانون الثاني / يناير وهكذا...

### قرصالأسبوع
هذا القرص (الوجه) يظهر علامات سبعة أيام من الأسبوع، ممثلة برموز الآلهة القديمة.
| اليوم    | الإله  | الرمز      |
| -------- | ------ | ---------- |
| الأحد    | أبولو  | الشمس      |
| الاثنين  | ديانا  | القمر      |
| الثلاثاء | مارس   | رمح        |
| الأربعاء | عطارد  | عصا ذهبية  |
| الخميس   | جوبيتر | شعاع البرق |
| الجمعة   | فينوس  | مرآة       |
| السبت    | ساتورن | المنجل     |

### قرص حركة الأرض
إن دوران الأرض يسبب الليل والنهار. يكون النهار على الجزء المرئي من العالم في هذا القرص.
يدور هذا القرص مرة واحدة كل 24 ساعة.

### قرصالأشهر
هذا الوجه (القرص) يشير إلى تبدل الإثني عشر شهرا. والمؤشر يدل على الشهر الحالي.
وكل دورة واحدة تستغرق سنة.
| الرقم | الشهر                 | اسم بديل     |
| ----- | --------------------- | ------------ |
| 1     | كانون الثاني / يناير  | شهر الجليد   |
| 2     | شباط / فبراير         | شهر البط     |
| 3     | آذار / مارس           | شهر الأسماك  |
| 4     | نيسان / أبريل         | شهر المهرجين |
| 5     | أيار / مايو           | شهر الزهور   |
| 6     | حزيران / يونيه        | شهر الجزّ     |
| 7     | تموز / يوليه          | شهر القش     |
| 8     | آب / أغسطس            | شهر الحصاد   |
| 9     | أيلول / سبتمبر        | شهر الفاكهة  |
| 10    | تشرين الأول / أكتوبر  | شهر النبيذ   |
| 11    | تشرين الثاني / نوفمبر | شهر الذبح    |
| 12    | كانون الأول / ديسمبر  | شهر الراحة   |

### قرصعمر القمر

إن الوقت بين قمرين كاملين هو تقريباً 29 يوما و 12 ساعة و 44 دقيقة. وهذا هو الوقت الذي يستغرقه القمر لإتمام دورة واحدة على مداره حول الأرض. القرص يظهر كم من أيام مرت منذ آخر قمر جديد (بداية شهر قمري)، مشيرا إلى اليوم في الدورة القمرية، وتظهر على الدائرة الداخلية مراحل القمر الجديد ((بالهولندية: Nieuwe Maan)‏, N. M.)، الربع الأول ((بالهولندية: Eerste Kwartier)‏, E. K.)، البدر ((بالهولندية: Volle Maan)‏, V. M.) في الربع الأخير ((بالهولندية: Laatste Kwartier)‏L. K.).

## روابط خارجية
- Official Website Zimmertower
- The Zimmer Tower
- Louis Zimmer and the Centenary Clock, at Famous Belgians